# Camapuã
Camapuã é um município brasileiro da região Centro-Oeste, situado no estado de Mato Grosso do Sul. A cidade fica próxima da capital do estado, a menos de 137 km.

## Geografia

### Localização
O município de Camapuã está situado no sul da região Centro-Oeste do Brasil, no centro de Mato Grosso do Sul (Microrregião do Alto Taquari). Localiza-se na latitude de 19º31’51” Sul e longitude de 54°02’38” Oeste. Distâncias:
- 137 km da capital estadual (Campo Grande)
- 997 km da capital federal (Brasília).

### Geografia física
Solo
Latossolo roxo
Relevo e altitude
Está a uma altitude de 409 m.
Clima, temperatura e pluviosidade
Está sob influência do clima tropical (AW).
Hidrografia
Está sob influência da Bacia do Rio da Prata. Também é banhada pelo Rio Nilo.
Vegetação
Se localiza na região de influência do Cerrado.

### Geografia política
Fuso horário
Está a -1 hora com relação a Brasília e -4 com relação ao meridiano de Greenwich.
Área
Ocupa uma superfície de 6 230,0 km².
Subdivisões
Camapuã (sede), Ponte do Rio Verde e Pontinha do Cocho.
Arredores
Faz divisas com os municípios de São Gabriel do Oeste, Paraíso das Águas, Figueirão, Água Clara, Bandeirantes e Ribas do Rio Pardo.

## História
Em 1593, os jesuítas espanhóis, procedendo da região de Guairá e subindo o rio Paraná e depois o rio Pardo, se estabeleceram com uma redução à margem do ribeirão Camapuã, a 18,0;km do Porto de desembarque no Rio Pardo e a 3,0;km abaixo da atual cidade de Camapuã. Essa redução dos jesuítas concentrou, na época, um grande número de índios catequizados, foi construída pelos paulistas, por volta de 1650, e tornou-se pouso das bandeiras que demandavam no rio Coxim, rumo às minas de Cuiabá. A rota das longas viagens, de São Paulo a Cuiabá (obra de 530 léguas por via fluvial desde Araritaguava, salvo no varadouro de Camapuã, que os irmãos Lemes abriram, em 1723, entre o sanguessuga, afluente do rio Pardo e o Coxim, criaram a necessidade de um sítio de abastecimento e proteção aos navegantes). Pela região passou Manoel Dias da Silva que, em 1739, organizou força em Goyaz para enfrentar os castelhanos, que depois marchou para o Sul. Terminada a febre do ouro e as penetrações das bandeiras, o local caiu em completo abandono. Ao longo dos anos muitos aventureiros atraídos pela lenda de tesouros valiosos mas sem êxito. Mais tarde Júlio Baís fincou rancho, instalando-se com a sua comitiva e encontrou apenas ossadas humanas.
O início do seu repovoamento origina-se no início do século XX, quando a região já havia inúmeras e prósperas fazendas de criação de gado e agricultura. Alguns fazendeiros (como Francisco Faustino Alves, Protázio Paulino de Melo, Joaquim Capestana, Benedito Bonfim, Camilo Bonfim e Lázaro Faustino) solicitaram por intermédio da Prefeitura de Coxim a criação do Patrimônio de Camapuã. Essa pretensão se realizou com a Lei nº 845 de 3 de novembro de 1921, em que o governo do estado reservou 3.600 hectares para a povoação de Camapuã, no município de Coxim. Em 1924, João da Mota construiu no lugar a primeira casa comercial. E logo iniciou a construção de uma igrejinha, mas não foi possível concluir pois o mesmo faleceu. Em 19 de maio de 1933 (pelo Decreto nº. 272) foi criado o Distrito de Paz de Camapuã administrado pela Comarca de Coxim, sendo instalado em 22 de julho de 1933 (teve como primeiro Juiz de Paz Manoel Alves Rodrigues e como primeiro Escrivão de Paz e Oficial do Registro Civil, Lafaiete Djalma Coelho). O Decreto nº. 319, de 30 de outubro de 1933, reserva 500 hectares para o patrimônio da povoação de Camapuã, no Município de Coxim. A Lei nº. 134, de 30 de setembro de 1948 transformou Camapuã em Município.
Em 1977 o município passa a fazer parte do atual estado de Mato Grosso do Sul.

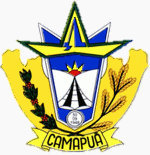
Brasão de Camapuã

## Economia
Sua principal atividade é a Pecuária, sendo conhecida nacionalmente como Capital do Bezerro de qualidade.

### Centro de zona B
Camapuã, com 13 mil habitantes e 1 relacionamento direto, é um Centro de Zona B. Nível formado por cidades de menor porte e com atuação restrita à sua área imediata, exercem funções de gestão elementares. Camapuã é uma das 364 cidades no Brasil com a classificação Centro de Zona B.